# NGC 3228
NGC 3228 ist ein galaktischer Offener Sternhaufen im Sternbild Vela. NGC 3228 hat einen Durchmesser von 5 Bogenminuten und eine scheinbare Helligkeit von 6,0 mag. Das Objekt wurde im Jahre 1751 von Nicolas Louis de Lacaille entdeckt.